# Batalla de los campos de Acosta
La Batalla de los campos de Acosta o Batalla de Tabaco fue un enfrentamiento armado librado el 4 de marzo de 1872, a pocos kilómetros de Empedrado (Argentina), entre las milicias revolucionarias del coronel Desiderio Sosa, que poco antes había depuesto al gobernador Agustín Pedro Justo, y las leales a éste, al mando del coronel Santiago Baibiene.
Baibiene venía de una derrota táctica en San Gregorio, pero contaba con tropas más numerosas, sumando 4.000 hombres entre infantes y jinetes contra los 3.000 de Sosa; estas, a su vez, estaban mejor pertrechadas. Los revolucionarios lograron dispersar la caballería leal atacándola por el flanco; la infantería resistió y presentó una batalla encarnizada y cruenta, que no concluyó hasta que la falta de munición obligó a Baibiene a capitular. Entre los 150 caídos se contó Juan Lagraña, ministro de justicia de Justo.
- Datos: Q5723260